# Odilon Aires
Odilon Aires Cavalcante (Ponte Alta do Bom Jesus, 30 de julho de 1951 — Brasília, 3 de outubro de 2020) foi um economista, servidor público e político brasileiro. Integrou a Câmara Legislativa do Distrito Federal de 1995 a 2007, durante sua segunda legislatura, terceira  e quarta legislaturas.

## Biografia
Aires se tornou morador de Brasília em 1975. Graduado em economia, trabalhou como analista de finanças e controle do Ministério da Fazenda. Na cidade, envolveu-se na luta pela autonomia política da capital federal, cujo legislativo era exercido pela Comissão do Distrito Federal. De 1991 a 1993, foi prefeito comunitário e administrador do Cruzeiro.
Filiado ao Partido do Movimento Democrático Brasileiro (PMDB), Aires presidiu o diretório distrital e pelo partido concorreu à Câmara Legislativaeleição de 1990. Tendo obtido a primeira suplência, assumiu o mandato durante nove meses. No pleito de 1998 foi eleito deputado distrital com 12.675 votos.
Aires foi reeleito em 2002 com 11.495 votos, sendo derrotado em 2006.
Em 2019, Aires foi condenado pelo Tribunal de Justiça do Distrito Federal para três anos, com restrição de direito, por corrupção passiva, no âmbito da investigação da Operação Caixa de Pandora, do Mensalão do DEM. Aires havia sido filmado recebendo maços de dinheiro das mãos de Durval Barbosa, valor pago ao parlamentar para que apoiasse José Roberto Arruda.
Morreu em 3 de outubro de 2020 em Brasília, aos 69 anos, de esclerose lateral amiotrófica. Deixando a esposa, Maria Madalena, os filhos Gustavo Aires (atual administrador de Samambaia) e Karla. Além das netas Andreza e Mariana.